# Zaki
Zaki Youssef Hyrland  (født 24. juli 1979 i Danmark) - som musiker kendt under navnet Zaki - er en dansk rapper, hiphopper, skuespiller og dramatiker.

## Baggrund
Zaki Youssef er født og opvokset i boligblokken Lille Birkholm i Herlev som søn af en dansk mor og en egyptisk far. Han har bl.a. gået på Akademiet For Utæmmet Kreativitet. Som 17-årig lærte han arabisk og rejste til Egypten for at udforske sine rødder. Bror til skuespilleren Joel Hyrland.

## Musiker
Zaki har en omfattende musikalsk baggrund, blandt andet hos avantgardeensemblet Æter. Hans debutalbum, der udkom i 2001, er en blanding af blandt andet hiphop-beats og arabiske musikstykker. Zaki rapper på arabisk, spansk, engelsk og dansk. Live bliver han ofte bakket op af Mc Mystic, der medbringer en tyk reggae/ragga-indflydelse.

## Skuespiller og dramatiker
Zaki Youssef har bl.a. medvirket i teaterstykker på teatret Republique og spillet titelrollen i Don Juan på Betty Nansen Teatret. Han modtog Reumerts Talentpris i 2011 efter at have skrevet og spillet hovedrollen i stykket Præmieperker på Det Kongelige Teater. I efteråret 2015 var han aktuel med det delvis selvbiografiske, anmelderroste stykke Jeg hører stemmer på Teater Sort/Hvid, co-produceret af Det Kongelige Teater. I foråret 2018 havde han premiere på forestillingen "Der var et yndigt land", en opfølger på den første forestilling "Jeg hører stemmer". Forestillingen var som den første også en succes og det blev derfor besluttet at den skulle genopsættes igen i efteråret 2018 på Det Kongelige Teater.

## Diskografi
- Musikmozaik (2001)
- Life, Love & Resistance (2009)